# Dichotomocladium floridanum
Dichotomocladium floridanum är en svampart som beskrevs av Benny & R.K. Benj. 1993. Dichotomocladium floridanum ingår i släktet Dichotomocladium och familjen Syncephalastraceae.   Inga underarter finns listade i Catalogue of Life.